# Mansfield Park (1983)
Mansfield Park är en brittisk TV-serie producerad av BBC från 1983. Manuset skrevs av Kenneth Taylor baserat på Jane Austens roman med samma namn från 1814. Sylvestra Le Touzel och Nicholas Farrell spelade huvudrollerna som Fanny Price och Edmund Bertram.

## Rollista i urval
- Sylvestra Le Touzel – Fanny Price
- Katie Durham-Matthews – Fanny, som barn
- Christopher Villiers – Tom Bertram
- Giles Ashton – Tom, som barn
- Nicholas Farrell – Edmund Bertram
- Alex Lowe – Edmund, som barn
- Samantha Bond – Maria Bertram
- Alys Wallbank – Maria, som barn
- Liz Crowther – Julia Bertram
- Sharon Beare – Julia, som barn
- Bernard Hepton – Sir Thomas Bertram
- Angela Pleasence – Lady Bertram
- Gillian Martell – Mrs Rushworth
- Jonathan Stephens – Mr Rushworth
- Anna Massey – Mrs Norris
- Peter Finn – Mr Norris
- Robert Burbage – Henry Crawford
- Jackie Smith-Wood – Mary Crawford
- Gorden Kaye – Dr Grant
- Susan Edmonstone – Mrs Grant
- Robin Langford – Mr Yates
- Kenneth Hage – Fiddler
- Allan Hendrick – William Price
- Luke Healy – William Price, som ung
- Alison Fiske – Mrs Price
- David Buck – Mr Price
- Eryl Maynard – Susan Price
- Claire Simmons – Betsey Price
- Paul Davies-Prowells – Sam Price
- James Campbell – Tom Price
- Jonny Lee Miller – Charles Price
- Vivienne Moore – Rebecca
- Neville Phillips – Baddely
- Norman Mann – Jenkins
- Paul Doust – Curate
- "Snuff" – Pug